# Séphora Bissoly
Séphora Bissoly, née le 8 novembre 1981 à Schœlcher, est une athlète française, spécialiste du lancer du javelot.
Elle est médaillée d'argent aux Jeux de la Francophonie 2005. 
Elle est sacrée championne de France du lancer du javelot en 2006.